# Campeonato de América del Norte de la clase Snipe
El Campeonato de América del Norte de la clase Snipe es una competición de vela para embarcaciones de la clase internacional snipe. Se celebra anualmente, y en ella se entregan los siguientes premios:
- Trofeo Memorial Birney Mills al patrón ganador, que ha de ser de una nación de América del Norte. Su flota se responsabiliza de la custodia y conservación del mismo, así como de enviarlo debidamente embalado al lugar designado para el siguiente campeonato. Es una donación del Portage Lakes Yacht Club y propiedad de la SCIRA.[1]
- Trofeo Memorial Kim Thompson al tripulante ganador, que ha de ser de una nación de América del Norte.[2]
- Trofeo Chuck Loomis al primer equipo juvenil clasificado, que ha de ser de una nación de América del Norte. Si no hubiese ningún barco clasificado en que ambos miembros fuesen juveniles, se entrega al primer patrón juvenil, y, si no hubiese patrones juveniles clasificados, al primer tripulante juvenil.[3]

Se celebra en cualquier nación de América del Norte. Se han de terminar al menos 3 mangas para validar la competición.

## Palmarés
| Año    | Sede                                       | Patrón                         | Tripulante         | Flota                      |
| 1973   | Oakville Yacht Squadron                    | Don Hite                       |                    | Lake Angelus, Michigan     |
| 1974   | U.S. Sailing Center at Association Island  | Augie Diaz                     | Charlie Bustamante | Coconut Grove Sailing Club |
| 1975   | U.S. Sailing Center at Association Island  | Gerald (Jerry) Dennis Thompson | Ron Moore          | Alamitos Bay Yacht Club    |
| 1976   | Royal Nassau Sailing Club                  | Bruce Colyer                   | Glenn Sutter       | Ft. Lauderdale, Florida    |
| 1977   | Mission Bay Yacht Club                     | Jeff Lenhart                   |                    | Mission Bay Yacht Club     |
| 1978   | Severn Sailing Association                 | Jeff Lenhart                   | Peggy Lenhart      | Mission Bay Yacht Club     |
| 1979   | Chautauqua Lake Yacht Club                 | David Chapin                   | G. Knapp           | Island Bay Yacht Club      |
| 1980   | North Cape Yacht Club                      | Mark Reynolds                  |                    | San Diego Yacht Club       |
| 1981   | Sea Cliff Yacht Club                       | Ed Adams                       | Meredith O'Dowd    | Ida Lewis Yacht Club       |
| 1982   | Mission Bay Yacht Club                     | Mark Reynolds                  | DeAnn Reynolds     | San Diego Yacht Club       |
| 1983   | Oakville Yacht Squadron                    | Ed Adams                       | Meredith Adams     | Ida Lewis Yacht Club       |
| 1984   | Alamitos Bay Yacht Club                    | Keith Dodson                   | Claudia O'Brien    | Alamitos Bay Yacht Club    |
| 1985   | Severn Sailing Association                 | Ed Adams                       | Meredith Adams     | Ida Lewis Yacht Club       |
| 1986   | Richmond Yacht Club                        | Mike Segerblom                 | Ron Rosenberg      | Alamitos Bay Yacht Club    |
| 1987   | Eastern Yacht Club                         | Ed Adams                       | Meredith Adams     | Ida Lewis Yacht Club       |
| 1988   | Oakville Harbour Yacht Club                | Craig Leweck                   | Brad Rodi          | Mission Bay Yacht Club     |
| 1989   | Mission Bay Yacht Club                     | Craig Leweck                   | Lisa Manzer        | Mission Bay Yacht Club     |
| 1990   | Rush Creek Yacht Club                      | Jack Franco                    | Renee Vesterby     | Balboa Yacht Club          |
| 1991   | Newport Harbor Yacht Club                  | Mark Reynolds                  | Deann Reynolds     | San Diego Yacht Club       |
| 1992   | Crescent Sail Yacht Club                   | Peter Commette                 | Connie Suddath     | Lauderdale Yacht Club      |
| 1993   | Bronte Harbour Yacht Club                  | Ed Adams                       | Carol Newman       | Ida Lewis Yacht Club       |
| 1994   | Severn Sailing Association                 | Brian Fishback                 | Lorie Stout        | Severn Sailing Association |
| 1995   | Lake Lanier Sailing Club                   | Willie Graves                  | Carrie Warren      | Mission Bay, California    |
| 1996   | Royal Nassau Sailing Club                  | Doug Hart                      | Watt Duffy         | Mission Bay Yacht Club     |
| 1997^  | Oakville Yacht Squadron                    |                                |                    |                            |
| 1998   | Carlyle Sailing Association                | George Szabo                   | Jeff Baker         | San Diego Yacht Club       |
| 1999   | Cottage Park Yacht Club                    | George Szabo                   | Carol Cronin       | San Diego Yacht Club       |
| 2000   | Spanish Point Boat Club                    | George Szabo                   | Carol Cronin       | San Diego Yacht Club       |
| 2001^^ | Royal Nassau Sailing Club                  | Alexandre Dias Paradeda        | Eduardo Paradeda   | Clube dos Jangadeiros      |
| 2002   | Carlyle Sailing Association                | Rob Hallawell                  | Bridget Hallawell  | Pleon Yacht Club           |
| 2003   | Willamette Sailing Club                    | George Szabo                   | Shelly Suarez      | San Diego Yacht Club       |
| 2004   | Florida Yacht Club                         | Augie Diaz                     | Lisa Griffith      | Coconut Grove Sailing Club |
| 2005   | Oakville Yacht Squadron                    | Mike Blackwood                 | Patty Mueller      | South Shore Yacht Club     |
| 2006   | Gull Lake Yacht Club                       | Augie Diaz                     | Pamela Kelly       | Coconut Grove Sailing Club |
| 2007   | Spanish Point Boat Club                    | Augie Diaz                     | Kathleen Tocke     | Coconut Grove Sailing Club |
| 2008   | Cottage Park Yacht Club                    | Augie Diaz                     | Kathleen Tocke     | Coconut Grove Sailing Club |
| 2009   | Erie Yacht Club                            | Ernesto Rodríguez              | Megan Place        | Miami                      |
| 2010   | Ponce Yacht and Fishing Club               | Jorge Xavier Murrieta          | Alejandro Murrieta | Club Náutico Avándaro      |
| 2011   | Mission Bay Yacht Club                     | Raúl Ríos                      | Marco Teixidor     | Club Náutico de San Juan   |
| 2012   | Etobicoke Yacht Club                       | Raúl Ríos                      | Édgar Diminich     | Club Náutico de San Juan   |
| 2013   | Lakewood Yacht Club                        | Augie Diaz                     | Kathleen Tocke     | Coral Reef Yacht Club      |
| 2014   | Cottage Park Yacht Club                    | Ernesto Rodríguez              | Ed Mintzias        | Miami                      |
| 2015   | Royal Hamilton Yacht Club                  | Raúl Ríos                      | Fernando Monllor   | Club Náutico de San Juan   |
| 2016   | Severn Sailing Association                 | Doug Hart                      | Ryan Hopps         | Mission Bay Yacht Club     |
| 2017   | Lauderdale Yacht Club                      | Ernesto Rodríguez              | Kathleen Tocke     | Miami                      |
| 2018   | San Diego Yacht Club                       | Ernesto Rodríguez              | Kathleen Tocke     | Miami                      |
| 2019   | San Diego Yacht Club                       | Enrique Quintero               | Kathleen Tocke     | Coral Reef Yacht Club      |
| 2021   | Jubilee Yacht Club                         | Ernesto Rodríguez              | Kathleen Tocke     | Miami                      |
| 2022   | Etobicoke Yacht Club                       | Raúl Ríos                      | Andrea Riefkohl    | Club Náutico de San Juan   |
| 2023   | Norfolk Yacht and Country Club             | Arthur Blodgett                | Grace Howie        | Severn Sailing Association |
| 2024   | Montoloking Yacht Club/Bay Head Yacht Club | Ernesto Rodríguez              | Taylor Scheuermann | Miami                      |
| 2025   | San Diego Yacht Club                       |                                |                    |                            |

- ^En 1997 solo se pudieron disputar 2 mangas debido a las condiciones climáticas y la competición no fue validada.
- ^^En 2001 , el Trofeo Memorial Birney Mills se entregó a Bill Hardesty y Jon Rogers (USA), ya que los ganadores de la competición no eran de una nación de América del Norte.